# Tillandsia 'PJ's Prize'
Tillandsia 'PJ's Prize' es un  cultivar híbrido del género Tillandsia perteneciente a la familia  Bromeliaceae.
Es un híbrido creado en el año 1989 con la especie Tillandsia concolor × Tillandsia ionantha.